# Tasmanicosa godeffroyi
Espèce
Synonymes
- Lycosa godeffroyi L. Koch, 1865
- Lycosa tasmanica Hogg, 1906
- Tasmanicosa tasmanica (Hogg, 1906)
- Tarentula zualella Strand, 1907
- Lycosa woodwardi Simon, 1909

Tasmanicosa godeffroyi est une espèce d'araignées aranéomorphes de la famille des Lycosidae.

## Distribution
Cette espèce est endémique d'Australie.

## Publication originale
- L. Koch, 1865 : Beschreibungen neuer Arachniden und Myriopoden. Verhandlungen der Zoologisch-botanischen Gesellschaft in Wien, vol. 15, p. 857-892 (texte intégral).